# Mojokerto (Kragan)
Mojokerto is een bestuurslaag in het regentschap Rembang van de provincie Midden-Java, Indonesië. Mojokerto telt 1570 inwoners (volkstelling 2010).